# Sojek
Sojek je naselje v Občini Slovenske Konjice.